# Andreína Mujica
Andreína Mujica Áñez (Caracas, Venezuela, 27 de noviembre de 1970) es una periodista y fotógrafa venezolana. Egresada de la Universidad Central de Venezuela, fue galardonada con el premio de Mejor Reportaje del Año en 2017 por la Agencia de Prensa Extranjera. Como fotógrafa ha realizado series tales como «Enmárcate Venezuela» y «El Cine se sienta en la mesa».

## Biografía

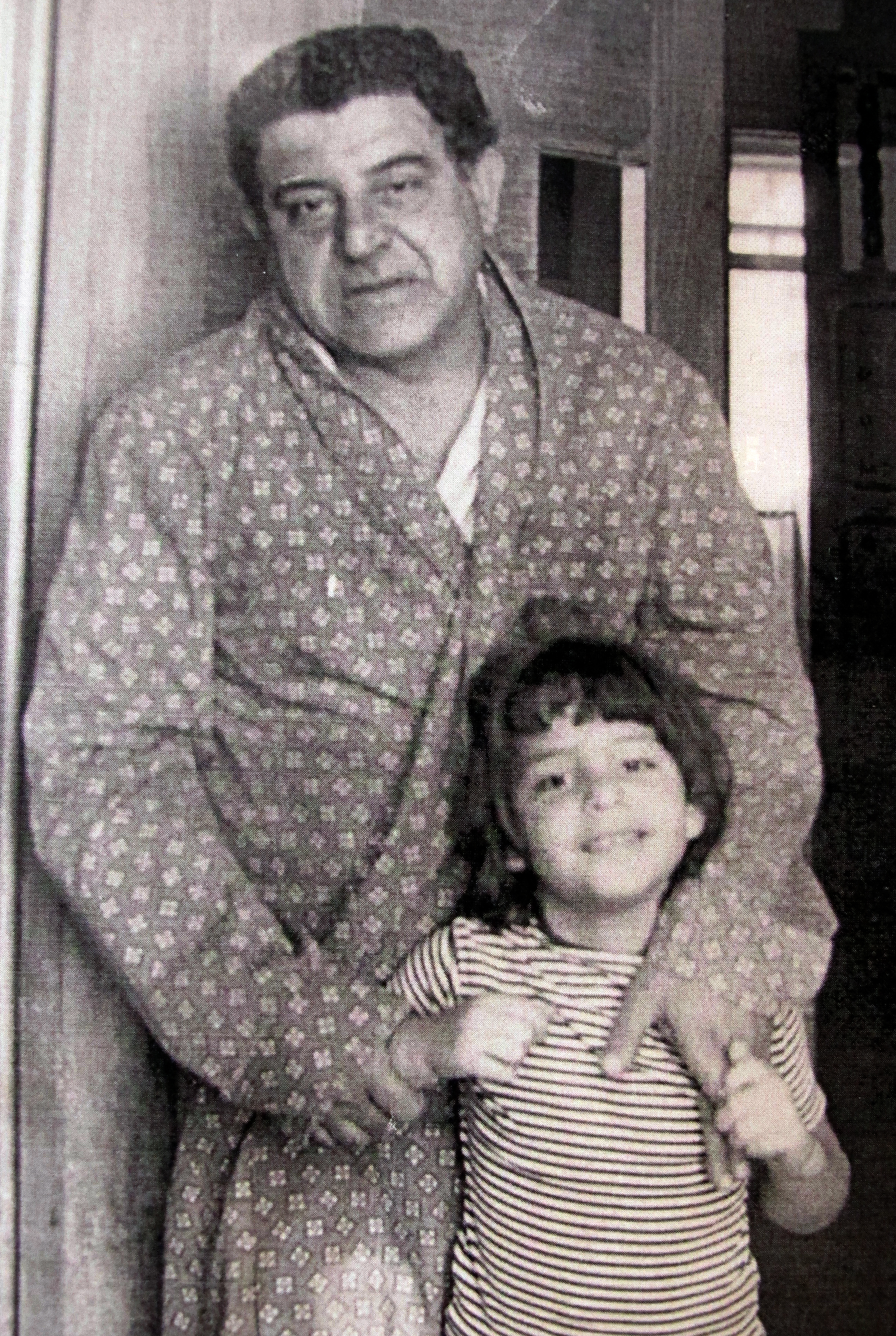
Andreína de niña con su padre, Héctor Mujica

A sus catorce años, el director del diario El Nacional Miguel Otero Silva invitó a Andreína para que publicara un poema en el periódico.Mujica se graduó como periodista en la Universidad Central de Venezuela. También estudió la carrera de Letras, aunque no la culminó. La periodista después realizaría cursos de posgrado y pasantías de formación en instituciones educativas tanto venezolanas como europeas. A finales de la década de los '90, el militante chavista Juan Barreto, posteriormente diputado y alcalde de Caracas, atacó a un amigo de la familia de Mujica en su casa. Después de denunciar lo ocurrido, Barreto amenazó a Andreína y a su madre. Posteriormente, en 2010, Anastasia Mazzone amenazó a Mujica por correo electrónico después de que su relación con el empresario Wilmer Ruperti se hiciera pública.
Durante su trayectoria como periodista, en 2017 recibió el premio Mejor Reportaje del Año otorga la Agencia de Prensa Extranjera, recibido en París, y fue reconocida por su cobertura del Festival de Cine de Biarritz. Como fotógrafa, comenzó una serie conocida como «Enmárcate Venezuela», un proyecto con más de diez años que inició en 2007 en Caracas bajo el nombre de Caracas enmarcada. También fundó la organización no gubernamental Nelson Garrido, junto con la historiadora Liliana Martínez y su maestro Nelson Garrido. Para 2022, estuvo desarrollando el proyecto personal «El Cine se sienta en la mesa», expuesto en 2020 en el festival Encounters Art Space en Reino Unido, al igual que en 2021 y en 2022 en dos colectivas en Madrid, España.
En 2019, pidió la liberación del periodista Luis Carlos Díaz en una publicación en Facebook. Como respuesta, la cónsul de Nicolás Maduro en París, Glenna Cabello, la acusó falsamente de amenazarla de muerte. La denuncia fue desestimada por las autoridades francesas al demostrarse que era infundada.

## Vida personal
Andreína es hija del también periodista y escritor venezolano Héctor Mujica. En 2010 emigró a Francia para radicarse en París.